# 翠蓝绣线菊
翠蓝绣线菊（学名：Spiraea henryi），为蔷薇科绣线菊属下的一个植物种。